# Championnat de Suisse de hockey sur glace 1957-1958
Saison précédente Saison suivante
La saison 1957-1958 est la 49e saison du championnat de Suisse de hockey sur glace.

## Ligue nationale A

### Classement
| Clt   | Équipe               | PJ | V  | D | N | BP | BC | Diff | Pts |
| ----- | -------------------- | -- | -- | - | - | -- | -- | ---- | --- |
| +001, | HC Davos             | 14 | 11 | 3 | 1 | 86 | 47 | +39  | 23  |
| +002, | Young Sprinters HC   | 14 | 9  | 4 | 1 | 87 | 53 | +34  | 19  |
| +003, | Zürcher SC           | 14 | 6  | 5 | 3 | 73 | 55 | +18  | 15  |
| +004, | HC Ambrì-Piotta      | 14 | 7  | 7 | 0 | 51 | 57 | -6   | 14  |
| +005, | HC Arosa (T)         | 14 | 5  | 8 | 1 | 47 | 61 | -14  | 11  |
| +006, | HC Bâle-Rotweiss     | 14 | 5  | 8 | 1 | 52 | 72 | -20  | 11  |
| +007, | Lausanne HC          | 14 | 5  | 9 | 0 | 60 | 84 | -24  | 10  |
| +008, | HC La Chaux-de-Fonds | 14 | 4  | 9 | 1 | 54 | 81 | -27  | 9   |

- Champion de Suisse
- En barrage de promotion/relégation LNA/LNB

(T) : Tenant du titre
Davos remporte le 22e titre de son histoire.

### Barrage de promotion/relégation LNA/LNB
Il se dispute le 8 mars 1958 à Berne :
- CP Berne - HC La Chaux-de-Fonds 11-4 (5-1 4-1 2-2)

L'équipe de la capitale fédérale remonte en LNA, prenant ainsi la place des Chaux-de-Fonniers.